# 非鉄金属
非鉄金属（ひてつきんぞく、英: non-ferrous metal）とは、鉄を主成分とした合金、つまり鋼（ferrous metal）以外の金属のすべてを指す。日本工業規格 (JIS) では、部門記号 H（非鉄金属）に区分されている。

## 分類される理由
日本に限らず世界的に見ても鉄以外の金属の生産総量が鉄鋼の生産量に比べ圧倒的に少ないために、便宜的に「非鉄金属」という名称を与えて1つのグループにまとめたものであるが、語感からすると「鋼」も除外されているような意味を持ち、鉄鋼の中では鉄と呼ばれるものよりは鋼と呼ばれるものも多いという議論も起こりやすく、混乱しやすいので使用領域は限定的である。また、あくまでFe1元素以外の金属元素を指す総称であるため、通常は工業的ならびに経済的な分野に限ってこの呼称が用いられる。
従って、この分類は工業的または経済的理由での分類に過ぎず、それ以上の特別な意味はない。物理や化学といった科学的な特性での分類でもないので、科学分野では余り用いられない用語である。生産量ではなく種類で見れば、鉄を主体とした合金の種類よりもそれ以外の金属元素を主体とした合金の種類も比肩する数があり、航空機用の素材などに使われるジュラルミン（アルミニウムを主成分とする）のように、工業的・経済的にも重要な意味を持つ非鉄金属も少なくない。

## 主な非鉄金属
産業的によく使用される非鉄金属を以下に示す。
軽金属
- アルミニウム
- マグネシウム
- ナトリウム
- カリウム
- カルシウム
- リチウム
- チタン

ベースメタル
- 銅
- スズ
- 亜鉛
- 鉛

レアメタル
- ニッケル
- クロム
- マンガン
- モリブデン
- タングステン
- ビスマス
- カドミウム
- コバルト

レアアース
- セリウム
- ネオジム
- プラセオジム

貴金属
- 金
- 銀
- 白金

放射性金属
- ウラン
- プルトニウム